# Домицлафф, Ганс
Ганс Вильгельм Карл Густав Домицлафф (9 мая 1892 Франкфурт-на-Майне; 5 сентября 1971 Гамбург) — видный немецкий специалист по маркетингу и дизайнер. Работал с такими известными компаниями, как Siemens. В своё время именно Домицлафф рекомендовал выработать общую для всех подразделений компании стратегию продвижения потребительских товаров и ввел для них единую марку Siemens, а также разработал новый логотип. Именно благодаря ему бренд Siemens закрепляется в сознании массового потребителя.
В 1954 году Домицлафф основал в Гамбурге Institut für Markentechnik, просуществовавший до его смерти в 1971 году.